# 尾道市消防局
尾道市消防局（おのみちししょうぼうきょく）は、広島県尾道市の消防部局（消防本部）。管轄区域は尾道市全域。

## 概要
- 消防局本部：尾道市東尾道18番地2
- 管内面積：284.85km2
- 職員定数：253人
- 消防署3カ所、分署4カ所、出張所1カ所
- 使用無線　149.75（1ch）、149.63（2ch・1chが混雑または火災等で使用している場合は救急で使用）、150.73（全国共通波・ドクターヘリ要請時ヘリとの連絡に使用）
- 主力機械（2024年4月1日現在）
  - 普通消防ポンプ自動車：9
  - 水槽付消防ポンプ自動車：3
  - 高規格救急自動車；10
  - 救急自動車：0
  - 化学車：1
  - 救助工作車：1
  - はしご車：2
  - 救助器材積載車：1
  - 指揮車：1
  - 小型動力付きポンプ車：3
  - 資器材輸送車：3
  - その他：19

## 沿革
- 2005年3月28日 御調郡御調町及び向島町を編入。
- 2006年1月10日 因島市及び豊田郡瀬戸田町を編入。尾道地区消防組合が解散し、尾道市消防局、尾道消防署及び因島消防署を開設。
- 2008年4月1日 尾道西分署が尾道西消防署に昇格
- 2014年3月5日 尾道市・三原市消防指令センターを尾道市消防局内（東尾道）に開設、仮運用が開始される、三原市及び世羅町内からの119番通報も東尾道で受信することとなる。
- 2014年4月1日 尾道市・三原市消防指令センター（東尾道）、本格運用を開始。

## 組織
- 本部-総務課、警防課、予防課、通信指令課
- 消防署

## 消防署
| 消防署       | 住所             | 分署                                                          | 出張所               |
| ------------ | ---------------- | ------------------------------------------------------------- | -------------------- |
| 尾道消防署   | 東尾道18-2       | 向島：向島町5412-2 御調：御調町大田26-1 北：美ノ郷町白江507-1 | なし                 |
| 尾道西消防署 | 新浜1-5-3        | なし                                                          | なし                 |
| 因島消防署   | 因島中庄町1347-1 | 瀬戸田：瀬戸田町中野408-23                                    | 因北：因島重井町1675 |